# Andreas Felix von Oefele

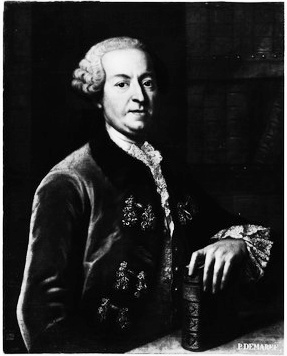
Andreas Felix von Oefele

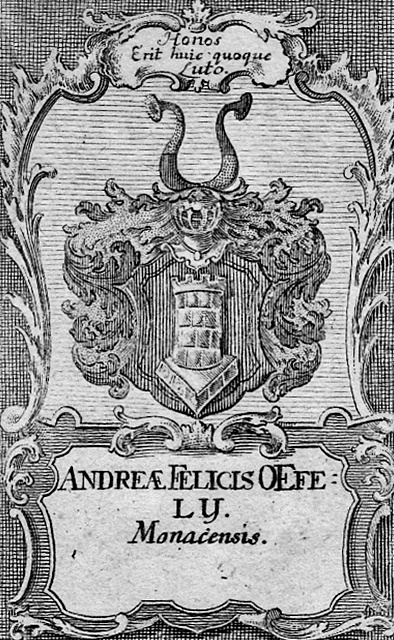
Exlibris mit 1772 verliehenem Adelswappen

Andreas Felix Oefele, ab 1772 von Oefele (* 17. Mai 1706 in München; † 24. Februar 1780 ebenda), war ein deutscher Historiker und Bibliothekar.

## Leben
Der Sohn eines Münchner Gastwirts begann nach dem Besuch des Jesuitengymnasiums München (heute Wilhelmsgymnasium München) und dem Studium der Rechte, der Geschichte und Theologie in Ingolstadt und Löwen 1723 mit der Abfassung der „Lebensgeschichten der gelehrtesten Männer Bayerns“ (10 Bde.). 1727 war er Bibliothekar der deutschen Landsmannschaft in Löwen, 1734 Erzieher der bayerischen Prinzen Clemens und Max, der Söhne des Prinzen Ferdinand Maria.
Als 1746 der Hofkanzler Franz Xaver Josef von Unertl Hofbibliothek und Geheimes Archiv abgeben musste, wurde Oefele von Kurfürst Max III. Joseph als „kurfürstlicher Rat, Bibliothecarius und Antiquarius“ zum Vorstand der Hof- und Staatsbibliothek ernannt, ein Amt, das er erst 1778 aus gesundheitlichen Gründen aufgab. Zusammen mit Johann Georg von Lori, Franz Töpsl und Johann Georg Dominicus von Linprun war er maßgeblich an der Gründung der Bayerischen Akademie der Wissenschaften beteiligt, zu deren wissenschaftlichen Mitglied er 1759 ernannt wurde. In Anerkennung seiner Leistungen wurde Oefele 1772 außerdem in den Adelsstand erhoben.

Er wurde beigesetzt in einer Gruft der Frauenkirche. Die Grabinschrift lautete:

„Der Welt und des Studiums satt. Den Verklärten erwarten bessere Dinge eines besseren Lebens. Er starb 1780 im Monat Februar.“

Der umfangreiche Nachlass von Andreas Felix von Oefele befindet sich seit 1903 als Schenkung der Familie in der Bayerischen Staatsbibliothek. Seine Sammlung überwiegend frühneuzeitlicher Handschriften ist als Oefeleana bekannt.

## Namensgeber für Straße
Nach Andreas Oefele wurde 1877 in München im Stadtteil Untere Au (Stadtbezirk 5 – Au-Haidhausen) die Oefelestraße benannt⊙.